# Cosmosoma pyrrhostethus
Cosmosoma pyrrhostethus är en fjärilsart som beskrevs av Butler 1876. Cosmosoma pyrrhostethus ingår i släktet Cosmosoma och familjen björnspinnare. Inga underarter finns listade i Catalogue of Life.